# Rueso (huyện)
Bản mẫu:Maswin.tosatu
Rueso (tiếng Thái: รือเสาะ) là một huyện (amphoe) của tỉnh Narathiwat, phía nam Thái Lan.

## maswin tosatu.
Các huyện giáp ranh (từ phía đông bắc theo chiều kim đồng hồ) là Bacho, Yi-ngo, Ra-ngae và Si Sakhon của tỉnh Narathiwat, và Bannang Sata và Raman của tỉnh Yala.

## Lịch sử
Ban đầu khu vực của huyện ngày nay là tambon Tammangon (ตำมะหงัน) thuộc huyện Tonyongmon, ngày nay là huyện Ra-ngae. Năm 1913, tambon này đã được nâng cấp thành tiểu huyện Tammangon (King Amphoe), bao gồm 6 tambon. và năm 1917 được đổi tên thành Rueso. Ngày 1 tháng 10 năm 1939 tiểu huyện, được nâng lên thành huyện.

## Hành chính
Huyện này được chia thành 9 phó huyện (tambon), các đơn vị này lại được chia ra thành 71 làng (muban). Thị trấn (thesaban tambon) Rueso nằm trên một phần của tambon Rueso and Rueso Ok. Có 9 Tổ chức hành chính tambon.
| STT | Tên       | Tên tiếng Thái | Số làng | Dân số |  |
| --- | --------- | -------------- | ------- | ------ |  |
| 1.  | Rueso     | รือเสาะ         | 10      | 11.831 |  |
| 2.  | Sawo      | สาวอ           | 7       | 4.214  |  |
| 3.  | Riang     | เรียง           | 8       | 5.567  |  |
| 4.  | Samakkhi  | สามัคคี          | 9       | 5.465  |  |
| 5.  | Batong    | บาตง           | 8       | 5.821  |  |
| 6.  | Lalo      | ลาโละ          | 8       | 8.656  |  |
| 7.  | Rueso Ok  | รือเสาะออก      | 5       | 9.530  |  |
| 8.  | Khok Sato | โคกสะตอ        | 8       | 5.136  |  |
| 9.  | Suwari    | สุวารี           | 8       | 6.673  |  |